# عين بربر
عين بربر هي منطقة جميلة تقع في بلدية سرايدي بولاية عنابة تلقب عند العنابيين بالجنة المنسية. تتميز بالعديد من المظاهر الطبيعية كالجبال و.الشواطئ..وهي تمتلك آثارا لمنشآت منجم النحاس والزنك والرصاص وميناء صغيرا غير مجهز يستعمل في الصيد التقليدي. كما تطل على خليج سرايدي الصخري الجميل حيث تعد من أجمل وأكثر المناطق سياحة خاصة في فصل الصيف.

## القرى
- الرومانات
- عين توتة
- عين بربر الساحل

## الثروات
تشمل على احتياط كبير من الفلسبات (صخور تستعمل في صناعة الخزف)
عدة موارد حيوانية خاصة البرية كالذئب والخنزير والثعلب وأنواع الطيور
عدة موارد نباتية كأشجار الفلين، الزان والزيتون.
وعدة موارد مائية :من منابع وأودية موسمية ودائمة ومروج.